# 芝川町
芝川町（日语：／ Shibakawa chō */?）為位于靜岡縣東部富士郡的町。已於2010年3月23日併入富士宮市。